# アエギュプトゥス
アエギュプトゥス（ラテン語: Aegyptus）は、古代のエジプトがローマ帝国の属州であった時代の地名で、「エジプト」（Egypt）の語源でもある。シナイ半島は含まない点を除けば、属州の領域は現在のエジプトとほとんど同じである。西側はキュレナイカ属州と隣り合い、東側はアラビア属州と隣り合っていた。
もとはプトレマイオス朝が支配していたが、紀元前30年にクレオパトラ7世とマルクス・アントニウスをオクタウィアヌス（のちの初代ローマ皇帝アウグストゥス）が破ったことにより、ローマの支配下に入った。また、ローマ皇帝の私領として、皇帝個人の収入源となった。この地域は、ローマ帝国にとって重要な穀物の供給地となった。7世紀にイスラム帝国の支配下に入った。

## ローマ帝国による統治
初代ローマ皇帝アウグストゥスは、アエギュプトゥスをローマ皇帝の私領とした。最後の王朝であるプトレマイオス朝も含め、古代エジプトの歴代の王ファラオは神として扱われ、人間による統治は受け入れられなかった。そのため、他の属州のように「人」である一総督が支配することを許さない状況であった。アウグストゥスの養父であるガイウス・ユリウス・カエサルは、死後にローマ元老院の決定によって神格化がなされており、いわばアウグストゥスは神の子であり、この地を統治する資格を有していたとされる。ただし、ローマ帝国屈指の穀倉地帯を私領とすることで、ローマ皇帝に多大な収益をもたらしたのは事実である。
アエギュプトゥスには、初代総督としてガイウス・コルネリウス・ガッルス（紀元前30年-紀元前26年：任期、以下同様）が赴任した。彼は軍を率いてエジプト南部を支配下におき、 プトレマイオス朝が放棄した南部国境地帯をローマの保護国とした。その次の総督はガイウス・アエリウス・ガッルス（紀元前26年-紀元前24年）で、彼は結果的には失敗したが、アラビア半島のアラビア・フェリクス（現イエメン）まで遠征した。3人目の総督はガイウス・ペトロニウス（紀元前24年-紀元前21年）で、彼は農耕を盛んにする灌漑のために、荒れて使われなくなっていた運河を復興した。エジプトの紅海沿岸の領域までローマ支配下に入るのは、皇帝クラウディウスの時代（41年-54年）である。 
皇帝ネロの時代（54年-68年）に始まったユダヤ戦争（66年-73年）では、70年にエルサレム攻囲戦 (70年)でエルサレムが破壊され、アレクサンドリアは世界中のユダヤ教とユダヤ文化にとって中心地となっていた。その後1世紀にわたり、アエギュプトゥスは非常に繁栄した。ただし、ギリシア人とユダヤ人との間で宗教を理由とする争いがしばしば起こり、特にアレクサンドリアで激しい暴動があった。
皇帝トラヤヌス（98年-117年）の時代には、115年にキトス戦争と呼ばれるユダヤ人の反乱が起こった。この結果、ユダヤ人の中心地であるアレクサンドリアは制圧され、彼らに与えられていた様々な恩典は失われることになった。皇帝ハドリアヌス （117年-138年）はアエギュプトゥスを2回訪れ、寵愛していたが溺死してしまったアンティノウス（アンティノオス）にちなんだ新都市アンティノオポリスを建設した。ハドリアヌス帝の時代以降、グレコ・ローマン様式の建物が国中に建設されるようになった。
ローマ皇帝マルクス・アウレリウス（161年-180年）は、増税したことにより現地エジプト人の反乱を招いた。172年にイシドルス率いるブコリック戦争と呼ばれる反乱が起こり、数年で制圧されたものの、地域経済に大きな打撃となり、これを契機としてアエギュプトゥスの経済が衰退を始めた。さらに、ローマ軍を率いて反乱を制圧したガイウス・アウィディウス・カッシウスは、この後に自らローマ皇帝を僭称した。アエギュプトゥスとシュリア属州の兵たちはいったんカッシウスの帝位を承認したが、マルクス・アウレリウス帝の軍隊が近くまで迫ると、カッシウスの位を奪い彼を殺した。マルクス・アウレリウスは残った兵達を処罰しなかったため、この後に平穏が戻った。これに似た反乱は193年にも勃発した。この年に皇帝になったペルティナクス帝がすぐに暗殺されると、シュリア属州のペスケンニウス・ニゲルが皇帝に名乗りを上げ、アエギュプトゥスの軍もそれを支持した。しかし、ニゲルの皇位簒奪は失敗して、セプティミウス・セウェルスが皇帝となった。 
ローマ皇帝カラカラ（211年-217年）は、他の属州と同様、自由民である全てのエジプト人にローマ市民権を認めた（アントニヌス勅令）。ただし、これは税収を増やすことが目的で、帝国の財政は歳入を増やしても破綻に向かっていた。3世紀の間には、相次いで軍事的・政治的な反乱が起こった（3世紀の危機、軍人皇帝時代）。総督ルキウス・ムッシウス・アエミリアヌス(en)は、260年にはガッリエヌス帝に叛旗を翻したマクリアヌス親子を支援し、ティトゥス・フルウィウス・ユニウス・クィエトゥスが殺害された翌261年には自らが皇帝に名乗りを上げたが、部下の裏切りにより殺害された。
272年にはパルミラ帝国のゼノビアが一時的にはアエギュプトゥスも征服してローマに迫ったが、ローマ皇帝ルキウス・ドミティウス・アウレリアヌスの遠征軍に敗れた。
アエギュプトゥスの軍人の決起で成功したものもあり、プロブスはローマ皇帝となった（232年-282年）。ドミティウス・ドミティアヌス（en:Domitius Domitianus）もローマ皇帝を名乗ったが、ディオクレティアヌス帝にアレクサンドリアを奪われて敗れた（296年）。ディオクレティアヌス帝は属州全体を再編した。

## キリスト教の伝播

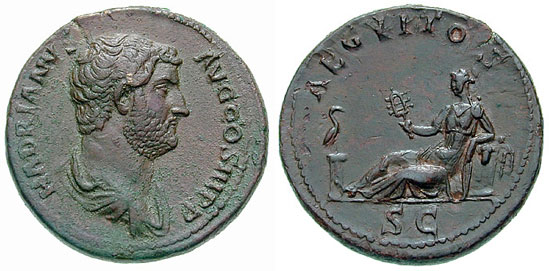
エジプト属州を讃えるハドリアヌス硬貨

アエギュプトゥスの歴史に大きく影響した出来事のひとつが、キリスト教が広まったことである。エジプトのキリスト教徒の間では、アレクサンドリア教会は福音記者マルコが33年ごろに創設したと信じられている。しかし実際には、アエギュプトゥスにキリスト教がいかにして伝わったのかは、ほとんどわかっていない。聖書学者ヘルムート・コエスター（en: Helmut Koester）は、いくらかの資料を手がかりに「アエギュプトゥスに伝わったキリスト教は当初はグノーシス主義に強い影響を受けていたが、アレクサンドリアのデメトリウス（en:Demetrius of Alexandria）によって一般的なキリスト教信仰に変わった」と説明している。キリスト教が伝わった初めの1世紀について記録が少ないことは、当初のグノーシス主義が異端とみなされていることが原因と考えられると説明できるが、一方では、このような記録の空白はローマ史に多いことであるため、特別なことでもないという意見もある。
アエギュプトゥスでは過去に宗教をめぐる争いが起きていたため、ローマ人の支配者たちは、新たな宗教争いを巻き起こしかねないキリスト教を当初は厳しく迫害した。それでも間もなく、キリスト教は特にアレクサンドリアのユダヤ人の間に、信者を増やしていった。キリスト教はまずユダヤ人に伝わり、ユダヤ人からギリシア人に、そして現地エジプト人にも広まった。エジプト人、特に下層階級の人々は、ギリシアとローマの厳しい支配によって自然崇拝の古来宗教への信頼をなくしていたと思われ、「全ての人は神の前では平等で救済される」というキリスト教の教えに魅力を感じた。この結果、200年ごろまでにアレクサンドリアはキリスト教の中心地のひとつに発展した。キリスト教の著名な神学者（弁証学者）であるアレクサンドリアのクレメンスとオリゲネスは、ともにこの街で生まれ、この街で生涯の多くを過ごし、著作を記し、教えを広め、議論した。 

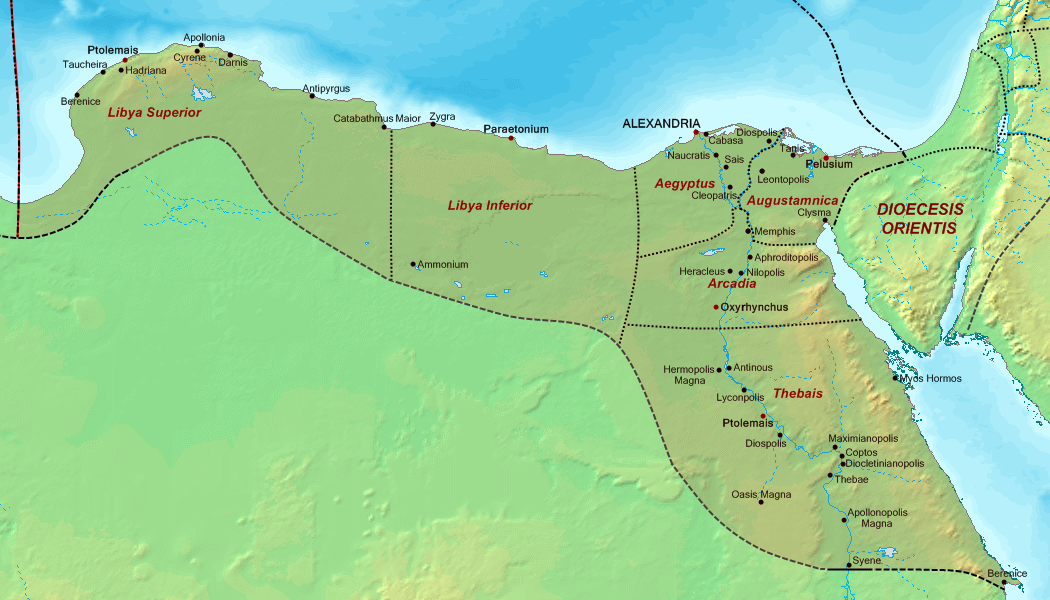
400年頃のアエギュプトゥス

ローマ皇帝デキウス治世の250年、キリスト教は再び迫害を受けたが、それでも信者は増えていった。また、ディオクレティアヌス帝は303年に禁令を発し、キリスト教は再び迫害の時期を迎えたが、これが最後の本格的な迫害となった。ローマ皇帝コンスタンティヌス1世が312年に発したミラノ勅令により、キリスト教の迫害は終わりを告げた。4世紀を通じてキリスト教は地位を高め、修道士パッラディウス（en:Palladius）が著述したように、その他の宗教の信者は減っていった。そして390年には、国教となったキリスト教以外の異教を禁じる勅令が発令された。ただし、エジプト南部のフィラエ神殿に残る落書きなどを見ると、異教崇拝は隠れて残り、5世紀になっても女神イシスが祭られていることがわかる。アエギュプトゥスに住むユダヤ人の多くはキリスト教徒になったが、国教を拒み改宗しなかったユダヤ人もかなり多く残っていた。
キリスト教会が公認され自由に活動できるようになると、今度はシスマ（教会の内部分裂）に悩まされることとなった。シスマは長期にわたり、これを原因とした内乱まで起きた。アレクサンドリアの司祭アリウスの新しい教説にしたがってアリウス派と呼ばれる一派が広がり、これがアタナシオスを代表とする通説派と反目しあった。これは世界的に見ても初めての教会大分裂であり、第1ニカイア公会議が開かれてアリウス派の思想は異端とみなされることに決定し、会議の翌年（326年）にアタナシオスがアレクサンドリアの主教に任命された。アリウス派の争議によって、4世紀の間は暴動が繰り返され、異教徒が拠点としていたセラピスの大神殿も破壊されたりした。主教アタナシオスも、アレクサンドリアからの追放と復職を5-7回も繰り返した。
アエギュプトゥスにはいわゆる正統派のキリスト教は根付き難く、アリウス派が広まっただけでなく、グノーシス主義やマニ教などの異端の信仰も、あるものは現地で発生し、また、あるものは外部から導入されて信者を集めた。また、アエギュプトゥスでは、大アントニオスを先駆者とし砂漠の父（en:Desert Fathers）と呼ばれる、キリスト教に全てを捧げるために、荒野や修道院で禁欲生活を送るような宗教活動の方法が生まれ育った。アエギュプトゥスであまりに多くのキリスト教徒が修道院生活を始めたため、ローマ皇帝ウァレンス（364年-378年）は修道僧の人数に制限を加えなければならなかった。修道院生活というキリスト教活動は、アエギュプトゥスから世界中に伝わっていった。さらに同じ時期には、古代エジプト語の一種であるコプト語が発達した。コプト語は、ギリシア文字にエジプト語独特の発音を表すいくつかの記号を補った文字で書かれる言葉で、ギリシア魔術書と呼ばれる異教の魔術書にある呪文を正しく発音するために発明された。このコプト語が、初めのころのキリスト教宣教者が現地エジプト人に福音の言葉を伝えるために利用され、やがてアエギュプトゥスのキリスト教の典礼言語となり、現在でもコプト正教会において使われている。

## 東ローマ帝国時代

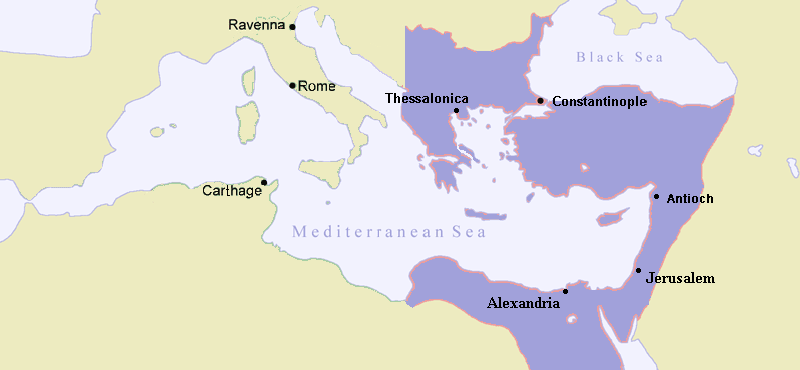
西ローマ帝国滅亡（476年）時の東ローマ帝国

コンスタンティヌス1世の治世に、ローマ帝国の新しい首都としてコンスタンティノポリスが建設された。そして、4世紀のうちに帝国は東西2つに分裂し、アエギュプトゥスはコンスタンティノポリスを首都とする東ローマ帝国に含まれることになった。東ローマ帝国は、7世紀に入ると公用語がラテン語からギリシア語に変わった。また、392年にローマ皇帝テオドシウス1世がキリスト教を国教に定めた影響により、キリスト教以外の異教は完全に駆逐された。古代エジプトの司祭は消え、ヒエログリフ（神聖文字）を読める者はいなくなり、異教の寺院は教会に改築されたり放置されて砂漠化したりした。
古代ローマ後期以降、旧来のグレコ・ローマンの風土が薄れるにつれ、ローマ帝国の政治体制は東方のサーサーン朝などの影響が見られるようになっていった。市民が権利を持つギリシア流の政治制度は形骸化し、新しい名前が付いた官職の多くは、地主階級の一族の世襲となった。アレクサンドリアは帝国の第2の大都市として繁栄し、一方では宗教上の論争や暴動の面でも中心地であった。 ユダヤ人が多くのキリスト教徒を殺害する事件が起きて、それに反発したアレクサンドリア教会のキュリロスは暴徒とともに町の長官に掛け合い、アレクサンドリアからユダヤ人を追放させた（415年）。哲学者ヒュパティアはキリスト教徒に異教徒として殺されたが、これによって古代ギリシアから受け継がれる学問は、アエギュプトゥスでは途絶えた。他にも教会分裂を原因とする内紛は延々と続き、そのために帝国のなかでもアエギュプトゥスは異質な存在となった。
また宗教的に、「イエス・キリストが人性と神性の二つを持つか、一つしか持たないか」を論点にして新しい論争が巻き起こった。当時のキリスト教では、これは帝国を二分するような大問題に発展した。381年の第1コンスタンティノポリス公会議の後、アエギュプトゥスでは単性論・あるいは合性論の主張が盛んになったが、451年のカルケドン公会議で両性論が正統教義とされるに至った。合性論派はこの決定を不服とし、自分たちは正統派と同じ立場をとっているのに誤解されていて、カルケドン公会議の決定は政治的になされたものであると主張した。この後もアエギュプトゥスとシュリア属州では単性論・合性論派が隠れ潜んで正統派に抵抗し、その抗争は570年代に鎮圧されるまで続いた。その後も合性論派は分立して残り、アレクサンドリア教会の流れを汲むコプト正教会や、シリア正教会、アルメニア使徒教会などからなる非カルケドン派正教会と呼ばれる教派を形成した。

## ペルシアおよびアラブによる征服

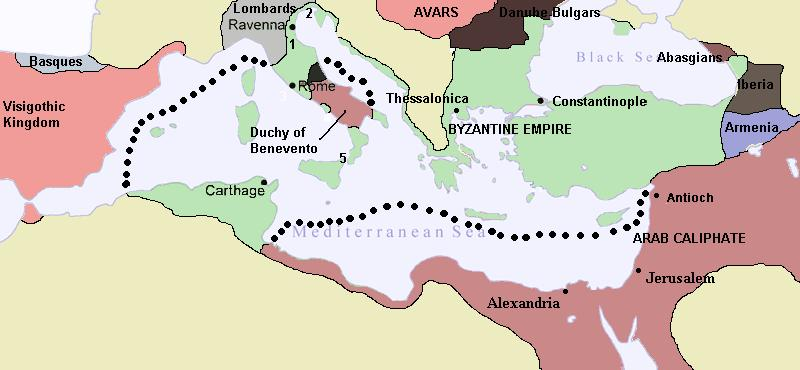
650年頃の東地中海

7世紀に、東ローマ帝国とサーサーン朝（ペルシア）との間で争いが起こり、その結果のひとつとして、618年または619年からアエギュプトゥスはペルシアに占領されるようになる。争いのきっかけは東ローマ皇帝マウリキウス（582年-602年）が内乱で殺されたことで、マウキリウス帝と和睦を結んでいたペルシア皇帝ホスロー2世パルウィーズは、その報復として進軍を開始した。ホスロー2世は当初は勝利を重ね、614年にエルサレムを征服し、619年にアレクサンドリアを征服した。しかし、皇帝ヘラクレイオス（610年-641年）が率いる東ローマ軍が622年に反撃を開始すると戦況は逆転し、628年2月25日にホスロー2世が死去して終戦を迎えた（Frye, pp. 167-70）。ホスロー2世の息子カワード2世は、エジプトを含むペルシア軍の占領地を9月に東ローマ帝国に返還した。
ペルシアが支配している間に、アエギュプトゥスでは隠れていた単性論・合性論派が再び公然と現れた。しかし、再び東ローマ帝国の支配下に入ったため、表面化した単性論・合性論派達は迫害され、彼らの長は追放された。このようにアエギュプトゥスが宗教的にも政治的にも東ローマ帝国から遊離しているときに、新たにイスラム帝国が侵攻してきた。
預言者ムハンマドの政治的後継者である第2代正統カリフのウマルは、新宗教のイスラム教を西側に広めるために、将軍アムル・イブン・アル＝アースと4,000名のアラブ人からなる軍を派兵した。イスラム軍は639年にパレスチナからアエギュプトゥスに侵入し、すぐにナイル川の三角地帯まで達した。ローマ側の皇帝駐留軍は町の城壁内に撤退し、そのまま1年間（またはそれ以上）持ちこたえたが、増援を受けたイスラム軍が641年4月にアレクサンドリアを陥した。
アエギュプトゥスの人々は東ローマ帝国の教会から迫害を受けていたため、多くの住民が新しい支配者に代わることを歓迎した。東ローマ帝国はアエギュプトゥスを奪還するために艦隊を組織し、645年にはアレクサンドリアを取り戻したが、646年には再びイスラム軍に奪われた。これによってアエギュプトゥスはイスラム支配下に入り、ギリシア・ローマによる975年間にわたったエジプト支配は終わりを告げた。

## 参考資料
- Bowman, Alan Keir. 1996. Egypt After the Pharaohs: 332 BC–AD 642; From Alexander to the Arab Conquest. 2nd ed. Berkeley: University of California Press
- Chauveau, Michel. 2000. Egypt in the Age of Cleopatra: History and Society under the Ptolemies. Translated by David Lorton. Ithaca: Cornell University Press
- Ellis, Simon P. 1992. Graeco-Roman Egypt. Shire Egyptology 17, ser. ed. Barbara G. Adams. Aylesbury: Shire Publications Ltd.
- Hill, John E. 2003. "Annotated Translation of the Chapter on the Western Regions according to the Hou Hanshu." 2nd Draft Edition.
- Hill, John E. 2004. The Peoples of the West from the Weilue 魏略 by Yu Huan 魚豢: A Third Century Chinese Account Composed between 239 and 265 CE. Draft annotated English translation.
- Hölbl, Günther. 2001. A History of the Ptolemaic Empire. Translated by Tina Saavedra. London: Routledge Ltd.
- Lloyd, Alan Brian. 2000. "The Ptolemaic Period (332–30 BC)". In The Oxford History of Ancient Egypt, edited by Ian Shaw. Oxford and New York: Oxford University Press. 395–421
- Peacock, David. 2000. "The Roman Period (30 BC–AD 311)". In The Oxford History of Ancient Egypt, edited by Ian Shaw. Oxford and New York: Oxford University Press. 422–445